# Slaughterville (Oklahoma)
Slaughterville es un pueblo ubicado en el condado de Cleveland en el estado estadounidense de Oklahoma. En el año 2010 tenía una población de 	4137 habitantes y una densidad poblacional de 	41,75 personas por km².

## Geografía
Slaughterville se encuentra ubicado en las coordenadas 35°5′1″N 97°17′13″O / 35.08361, -97.28694 (35.083584, -97.286945).

## Demografía
Según la Oficina del Censo en 2000 los ingresos medios por hogar en la localidad eran de $35,815 y los ingresos medios por familia eran $39,458. Los hombres tenían unos ingresos medios de $32,359 frente a los $19,583 para las mujeres. La renta per cápita para la localidad era de $14,511. Alrededor del 12.8% de la población estaban por debajo del umbral de pobreza.